# تراوانکور-کوچین
تراوانکور-کوچین (به انگلیسی: Travancore–Cochin) تراوانکور – کوچین ، یا تیرو – کوچی ، ایالتی کوتاه مدت در هند بود (۱۹۴۹–۱۹۵۶). در اصل در پی ادغام دو پادشاهی سابق ، تراوانکور و کوچین در ۱ ژوئیه ۱۹۴۹ ، ایالت متحده تراوانکور و کوچین تشکیل شد ، پایتخت اصلی آن تیرووانانتاپورام بود. در ژانویه ۱۹۵۰ به ایالت تراوانکور – کوچین تغییر نام داد. تراوانکور با ایالت ثروتمند کوچین ادغام شد و در سال ۱۹۵۰ تراوانکور-کوچین را تشکیل داد.در تاریخ ۱ نوامبر ۱۹۵۶ تراوانکور – کوچین به ناحیه مالابار در ایالت مادرس پیوست و ایالت جدید کرالا را تشکیل داد.

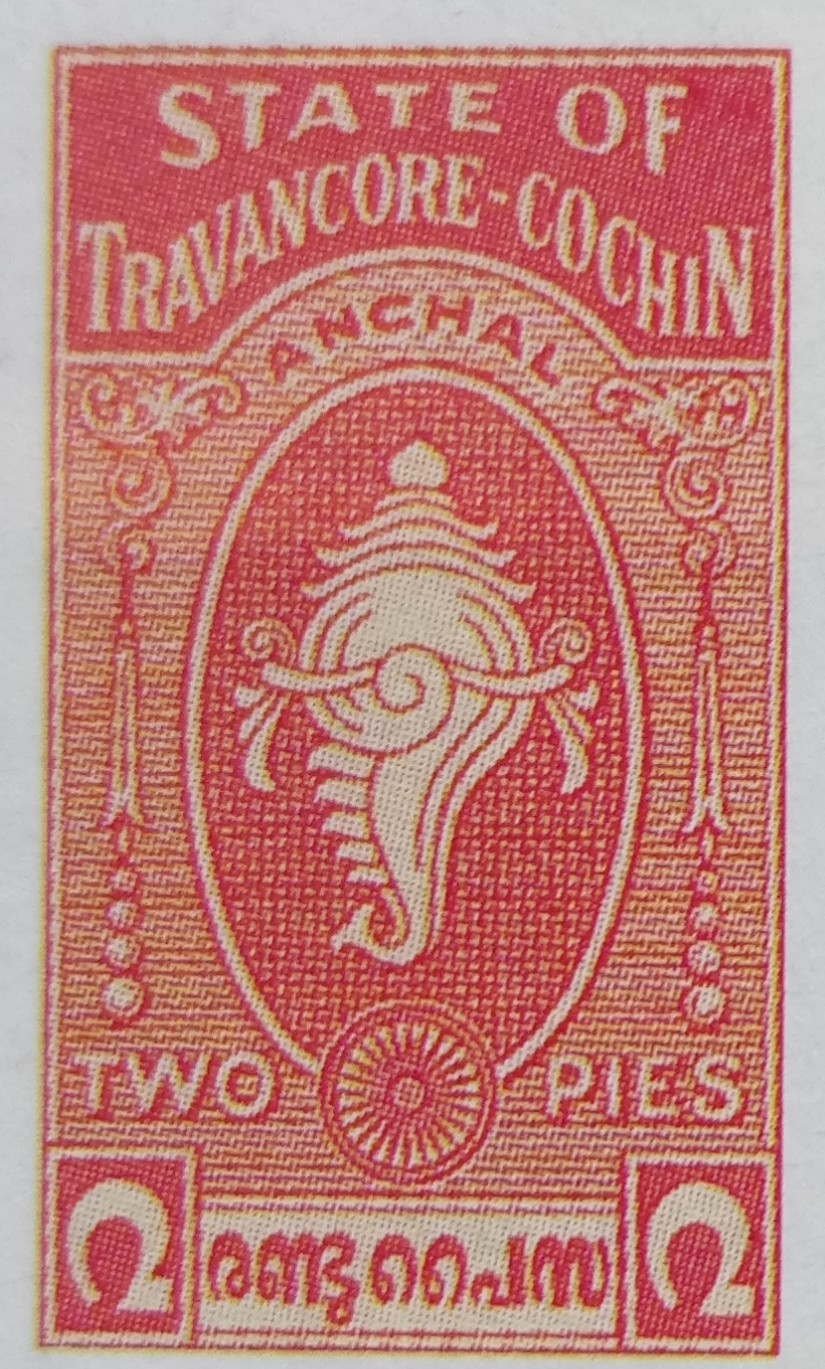
تمبر ایالت